# Metodo di Monge

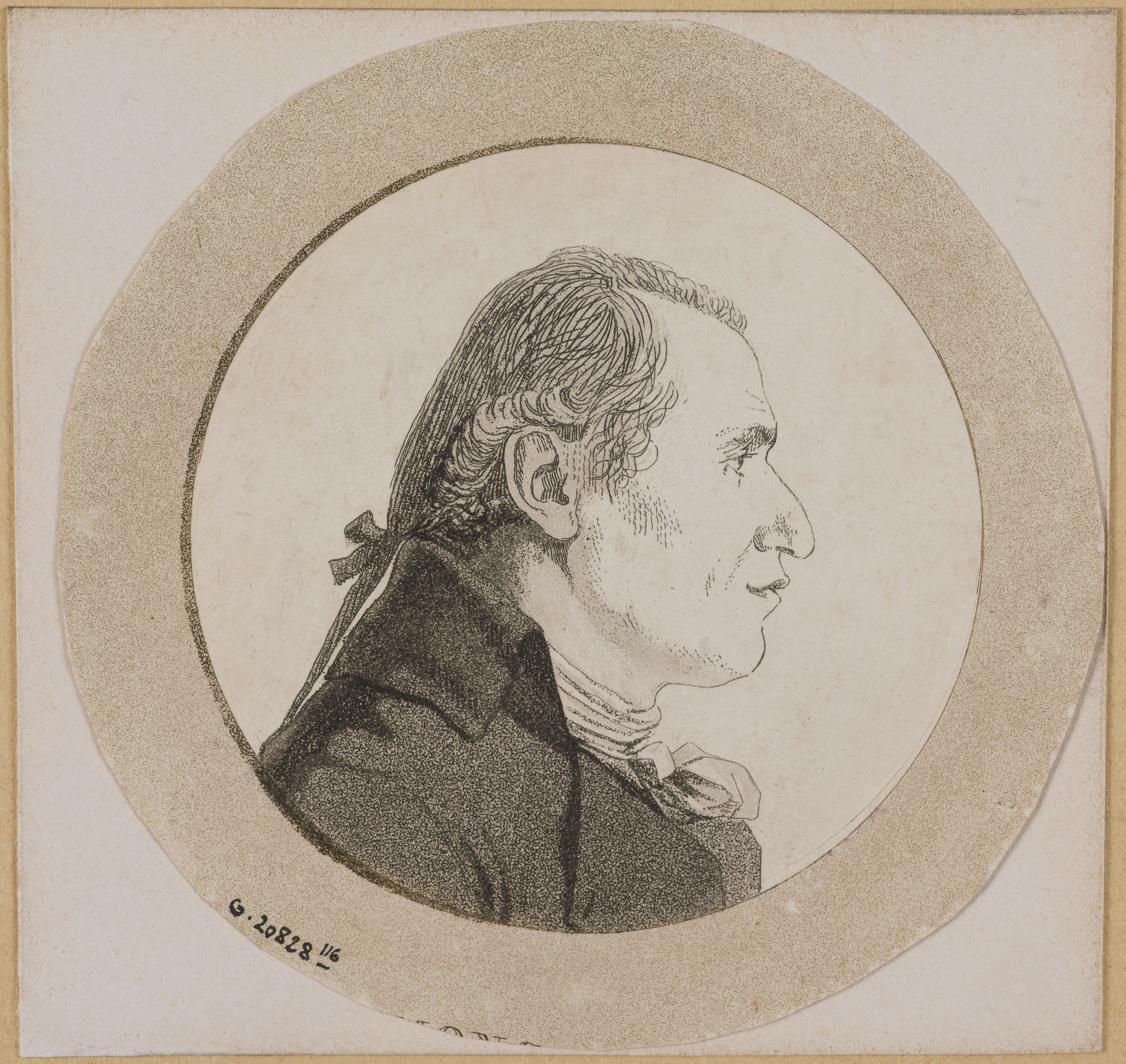
Gaspard Monge

In geometria descrittiva il metodo di Monge (o metodo delle doppie proiezioni ortogonali) è un metodo di rappresentazione di un oggetto nello spazio euclideo. Il suo nome deriva dal matematico francese Gaspard Monge che lo ha codificato descrivendolo nella sua opera "Géométrie descriptive" ovvero "geometria descrittiva" (1798).
Il metodo di Monge consiste nel considerare le proiezioni ortogonali di un oggetto su due piani, tra loro ortogonali, e successivamente ribaltare un piano per farlo coincidere con l'altro, ottenendo il diedro di Monge.
Il primo piano di proiezione è orizzontale, il secondo è verticale (frontale). Le rispettive proiezioni si chiamano pianta e prospetto. Il ribaltamento viene effettuato rispetto alla retta di intersezione dei due piani, detta linea di terra.
Questo metodo fornisce una rappresentazione grafica più completa di quella ottenuta mediante un'unica proiezione ortogonale e si può ottenere con costruzioni più semplici rispetto ad una rappresentazione prospettica.

## Esempi

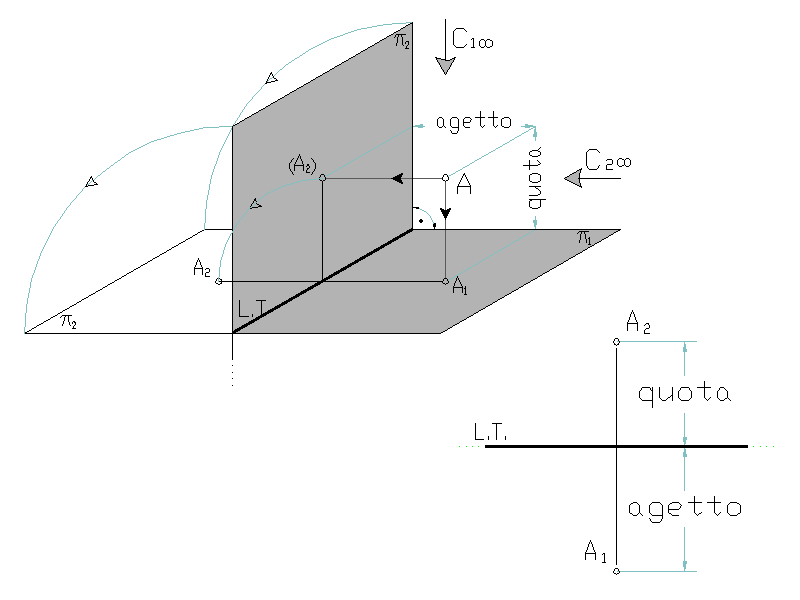
Proiezioni secondo il metodo di Monge

### Rappresentazione di un punto
La proiezione ortogonale di un punto su un piano è ancora un punto. Nel metodo di Monge un punto A nello spazio viene rappresentato da due punti A e A' che giacciono su una retta (detta retta di richiamo) ortogonale alla linea di terra; le loro distanze (orientate) dal punto di intersezione sono rispettivamente l'aggetto e la quota del punto di partenza.

### Rappresentazione di un segmento
La proiezione ortogonale di un segmento su un piano è ancora un segmento, o al più un punto se tale segmento è perpendicolare al piano, i cui estremi sono le proiezioni del segmento di partenza. Nel metodo di Monge un segmento di estremi A e B viene rappresentato da due segmenti A'B' e A''B'' i cui estremi sono le rappresentazioni di A e B.